# Asker község
Asker község (norvégul: Asker kommune) egy község Norvégia Akershus megyéjében, Viken régió része, Oslo külvárosa. A község adminisztratív központja Asker. Askert 1838. január 1-jén alapították (ld. formannskapsdistrikt).

## Általános információk

### Név
A község (eredetileg a plébánia) a régi Asker farmról kapta a nevét, mivel itt épült fel az első templom. Az asker az óészaki askar szóból származik, amely az ask (kőris) többes számú alakja.

### Címer
A község címerét 1975. október 7-én fogadták el. A címer három ezüst farönköt (norvégul: askekaller) ábrázol zöld mezőn. A farönkök kőrisfák, amelyek termését minden éven leszedték és az állatoknak adták. Így a fák az évek során egy bizonyos alakot öltöttek, amely a környék jellegzetessége lett.

## Földrajz
A község főbb részei Asker, Gullhella, Vollen, Vettre, Blakstad, Borgen, Drengsrud, Dikemark, Vardåsen, Engelsrud, Holmen, Høn, Hvalstad, Billingstad, Nesøya, Nesbru és Heggedal. Asker tengerparti község, de ugyanakkor erdős, dombos részei is vannak. Több fontos üzlet is található itt, kertészkedéséről is ismert. A Skaugum birtok, Haakon norvég királyi herceg és családja lakhelye is Askerban található. Az első nem svédországi IKEA-áruház itt nyílt, 1963-ban.

## Kultúra
Habár Asker eredetileg egy vidéki település volt, Oslo terjeszkedésének köszönhetően mára a főváros külvárosává vált. Emiatt több híresség él Asker környékén. Az SSB (Norvég Statisztikai Hivatal) szerint Asker Norvégia 2. leggazdagabb települése a háztartások átlagos bevételét tekintve.
Asker egyben a Frisk Tigers otthona, amely 1975-ben, 1979-ben és 2002-ben is megnyerte a GET-ligát. Az Asker Skiklubb Norvégia legnagyobb sportegyesülete, történelme egészen 1889-ig nyúlik vissza. Asker több ismert lakosa a sportegylet tagjaként ért el sikereket.
Asker, pontosabban Blakstad, a baglerek erődítménye volt, akik a birkebeinerek ellen hadakoztak a viking-éra polgárháborúi alatt.
A község ad otthont az Askeri úszóklubnak. Az askeri női futballcsapat színeiben több nemzetközi játékos játszott, közülük négyen részt vettek a 2007-es női labdarúgó-világbajnokságon.

## Politika
Asker lakosainak jelentős része konzervatív, a polgármester Lene Conradi a Konzervatív Párt (Høyre) tagja.

## Történelem

### AMaud
1916-ban (vagy 1917-ben) a Maudot, amely a környező hajógyárakban épült, vízre bocsátották az Oslo-fjordban. A hajót elsősorban Roald Amundsen számára készítették, hogy átkeljen az Északkeleti átjárón. Miután Seattle-ben hitelezők elkobozták, a hajó a Hudson's Bay Company tulajdonába került. Baymaud névre keresztelve indult útnak a kanadai Cambridge-öbölbe, ahol léket kapott és elsüllyedt. 1990-ben a Hudson's Bay Company eladta a hajót Askernak, hogy a hajót visszaszállíthassák Askerba. Habár a kanadai fél megadta az engedélyt a hajó elszállítására, a költségek meghaladták a 230 millió koronát és az engedély lejárt még a roncsok elszállítása előtt.

## Híres lakosok
| - Haakon norvég királyi herceg - Mette-Marit norvég trónörökösné - Ingrid Alexandra norvég hercegnő - Sverre Magnus norvég herceg - Nina Fjalestad, Miss Globe International 2011 - Tryggve Andersen (1866–1920), író - Nini Roll Anker (1873–1942), író - Dina Aschehoug (1861–1956), festő - Lauritz Askvold, festő - Harriet Backer (1845–1932), festő - Arne Bendiksen (1926–2009), énekes és dalszerző - Johan Bojer (1872–1959), író - Erik Bye (1926–2004), újságíró, énekes, televíziós személyiség - Jens Evensen (1917–2004), ügyvéd, bíró, politikus, kereskedelmi miniszter, a Nemzetközi Bíróság bírája - Pål Arne Fagernes (1974–2003), gerelyhajító és bokszoló | - Hallvard Flatland, műsorvezető - Arne Garborg (1851–1924), költő, egy ideig Askerban élt - Einar Gerhardsen, miniszterelnök; három periódusban: 1945–1951, 1955–1963 és 1963–1965 - Erik Gjems-Onstad, MBE, norvég ellenálló, ügyvéd - Halvard Hanevold, olimpiai aranyérmes sílövő - Morten Harket, az a-ha énekese - Vigdis Hjorth, író - Anders Jacobsen – profi labdarúgó - Anders Lange, politikus (a Haladás Párt (FrP) alapítója) - Wenche Myhre, énekes - Arild Nyquist (1938–2004), költő, festő, énekes és dalszerző - Alf Prøysen (1914–1970), író/zenész, egy ideig Askerban élt - Valgerd Svarstad Haugland politikus, Kereszténydemokrata Párt - Dyre Vaa (1903–1980), szobrász - Tom Hilde, síugró |

## Testvérvárosok
- - Eslöv, Skåne megye, Svédország
- - Garðabær, Höfuðborgarsvæðið, Izland
- - Jakobstad, Länsi-Suomi, Finnország
- - Mapo-gu, Szöul, Dél-Korea
- - Rudersdal, Hovedstaden régió, Dánia
- - Tórshavn, Tórshavn község, Feröer-szigetek